# Central elèctrica
Una central de producció d'energia elèctrica és una planta industrial destinada a la producció d'electricitat. Les centrals elèctriques transformen diferents fonts d'energia primària en energia elèctrica a fi de proveir als consumidors (particulars o industrials) d'electricitat. La xarxa elèctrica permet el transport de l'electricitat entre els diversos consumidors.

## Components principals d'una central elèctrica
Tota central elèctrica que estigui connectada a la xarxa elèctrica, sense importar la dimensió de la central o el seu tipus, està composta per dos components: en primer lloc, el sistema generador, el qual converteix el potencial d'energia d'una font primària en electricitat, i en segon lloc, el transformador (o inversor, en el cas d'una central de corrent continu com per exemple una central fotovoltaica). Aquest segon component és la interfície física amb la xarxa de transport d'energia elèctrica.
Una característica bàsica de la interconnexió entre una central elèctrica i la xarxa elèctrica és que l'electricitat produïda pel generador ha d'estar en fase amb l'electricitat de la xarxa. Els sistemes de transmissió operen amb corrent altern. Abans de connectar la central en funcionament a la xarxa, s'ha de produir una sincronització, en la que tant el voltatge com la freqüència s'han d'alinear amb les de la xarxa. Un cop produïda l'alineació, és quan la centrals elèctrica produeix electricitat per a la xarxa.

## Centrals tèrmiques

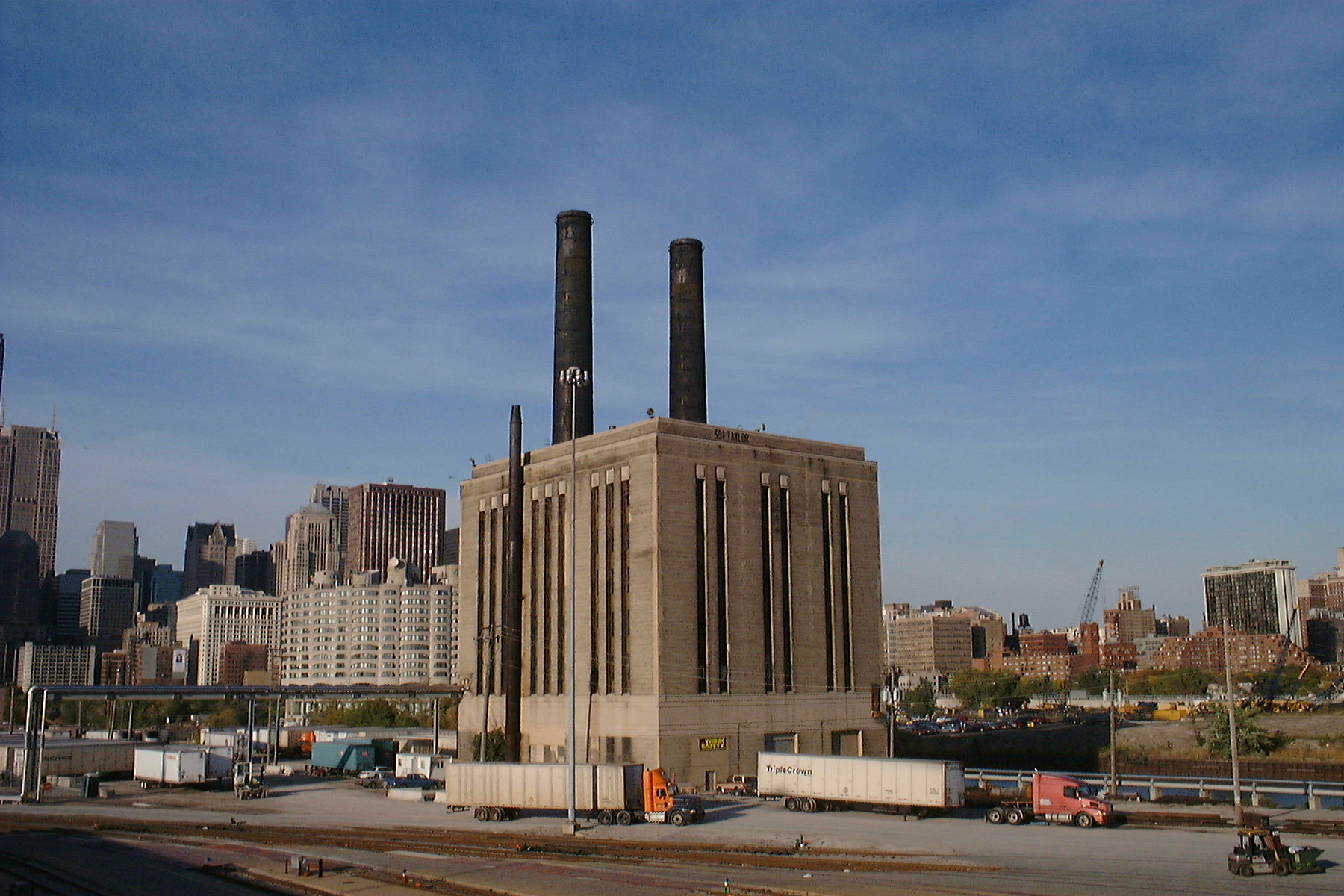
Central tèrmica a Chicago (EUA)

### Central convencional de calderes
Aquestes centrals es constitueixen d'una caldera i d'una turbina de vapor (Cicle de Rankine). El combustible més utilitzat per aquest tipus de centrals és el carbó tot i que es poden trobar centrals que utilitzen biomassa, gas natural, petroli, o bé deixalles. El terme convencionals serveix per a diferenciar-les d'altres centrals tèrmiques, com les nuclears o les de cicle combinat.
La major part de les centrals tèrmiques convencionals de calderes que fan servir el carbó polvoritzat, el qual s'injecta a la caldera. Les centrals més modernes fan servir un cicle de vapor supercrític que permet obtenir un rendiment superior al 45%.

#### Funcionament d'una central tèrmica convencional
El funcionament de les centrals termoelèctriques és el mateix, independentment del combustible que utilitzem (carbó, fueloil o gas). Malgrat això, sí que hi ha diferències pel que fa al tractament previ que es fa del combustible i al disseny dels cremadors de les calderes de les centrals. A les centrals tèrmiques hi ha sistemes d'emmagatzematge de combustibles:
- Centrals de carbó. En aquest cas el combustible es tritura prèviament.
- Centrals de fueloil. En aquest cas el combustible s'escalfa per poder-lo utilitzar més fàcilment.
- Gas. No necessita emmagatzematge, arriba directament per gasoductes.
- Centrals mixtes. L'avantatge que tenen és que s'hi poden fer servir diferents combustibles.

Tan bon punt el combustible és a la caldera, es crema, i això genera la producció d'energia calorífica que es fa servir per a escalfar aigua i per a transformar-la, posteriorment, en vapor a una pressió molt elevada. A partir d'aquest vapor es fa girar una turbina i un alternador perquè aquest produeixi electricitat.
L'electricitat generada passa per un transformador que n'augmenta la tensió i així es pot transportar més còmodament i s'assegura que es redueixen les pèrdues derivades de l'efecte Joule (xoc d'electrons que produeix calor, i consegüentment, pèrdues energètiques).
El vapor que surt de la turbina s'envia a un element anomenat condensador per a fi de convertir-lo en aigua i poder-lo retornar novament a la caldera on començar un nou cicle de producció de vapor.

#### Components principals d'una central tèrmica convencional
- Caldera. En aquest espai l'aigua es transforma en vapor, és a dir, canvia d'estat. Aquesta acció es produeix gràcies a la combustió del gas natural (o qualsevol altre combustible fòssil que pugui emprar la central) que genera gasos a temperatura molt alta, els quals, en entrar en contacte amb l'aigua líquida, la converteixen en vapor. Aquesta aigua circula per unes canonades anomenades serpentins on es produeix l'intercanvi de calor entre els gasos de la combustió i l'aigua.
- Turbina de vapor. És la màquina que recull el vapor d'aigua, i gràcies a un complex sistema de pressions i temperatures, aconsegueix que es mogui l'eix que la travessa. Aquesta turbina té quatre cossos, un d'alta pressió, un de mitjana pressió i dos de baixa pressió. L'eix travessa els quatre cossos i està connectat amb el generador.
- Generador. Màquina que recull l'energia mecànica generada per l'eix que travessa la turbina i la transforma en elèctrica. Les centrals elèctriques transformen l'energia mecànica de l'eix en un corrent elèctric trifàsic i altern.

#### Impactes mediambientals de les centrals tèrmiques convencionals
La incidència d'aquesta mena de centrals sobre el medi ambient es produeix de dues maneres bàsiques:
- Emissió de residus a l'atmosfera. Aquest tipus de residus provenen de la combustió que provoquen els combustibles fòssils que utilitzen les centrals tèrmiques per a funcionar i produir electricitat (carbó, fueloil o gas). Aquesta combustió genera partícules que van a parar a l'atmosfera i que poden perjudicar l'entorn del planeta. Per això, les centrals disposen de xemeneies de gran altura que dispersen aquestes partícules i en redueixen, localment, la influència negativa en l'aire. A més, aquestes centrals també disposen de filtres de partícules que en retenen una gran part i eviten que surtin a l'exterior.
- Transferència tèrmica. Alguns sistemes de refrigeració de les centrals (els denominats de cicle obert) provoquen l'escalfament de les aigües dels rius o del mar. Aquesta mena d'impactes en el medi es poden solucionar fent servir les anomenades torres de refrigeració, la tasca principal de les quals és refredar l'aigua i assolir temperatures semblants a les normals per al medi ambient, a fi d'evitar-ne l'escalfament.

### Turbina gasosa
Les turbines de gas de cicle simple són un pèl costoses econòmicament de construir, però tenen l'avantatge que es poden fer servir ràpidament (contràriament a les calderes de vapor a les quals els cal una certa inèrcia). Tot i això, tenen un rendiment pobre (vora el 35%), ja que es fan servir per a produir electricitat basant-se en la pressió causada pel vapor, però no es té en compte la calor d'aquest.

### Millores en el rendiment
L'energia elèctrica que s'obté en una central tèrmica es produeix en una turbina o bé en calderes. Aquesta conversió té lloc o bé en una dinamo (produeix corrent continu) o bé un alternador (produeix corrent altern). La causa del pas d'energia mecànica a l'elèctrica no és pas la causa dels baixos rendiments de les centrals tèrmiques, és la conversió de l'energia tèrmica en mecànica. El cicle combinat consisteix a alimentar la caldera d'una turbina de vapor amb vapor molt calent (de 600 a 800 °C) que prové d'una caldera. Així doncs, és, de fet, la fusió dels dos tipus de centrals tèrmiques, cosa que resulta en un augment del rendiment de la producció elèctrica.
Prestacions
- La producció de l'energia és relativament independent de les condicions meteorològiques.
- La font d'energia es pot emmagatzemar.
- Es pot tornar a transformar l'energia no aprofitada en el cicle (tot i que en menor grau).
- Depenen del cost de producció dels recursos naturals (carbó, petroli, gas...)
- Les centrals tèrmiques produeixen diòxid i monòxid de carboni, òxids de sofre i altres contaminants, cosa que contribueix al canvi climàtic, a la pluja àcida, a la destrucció de la capa d'ozó, o als boirums.

## Les centrals nuclears

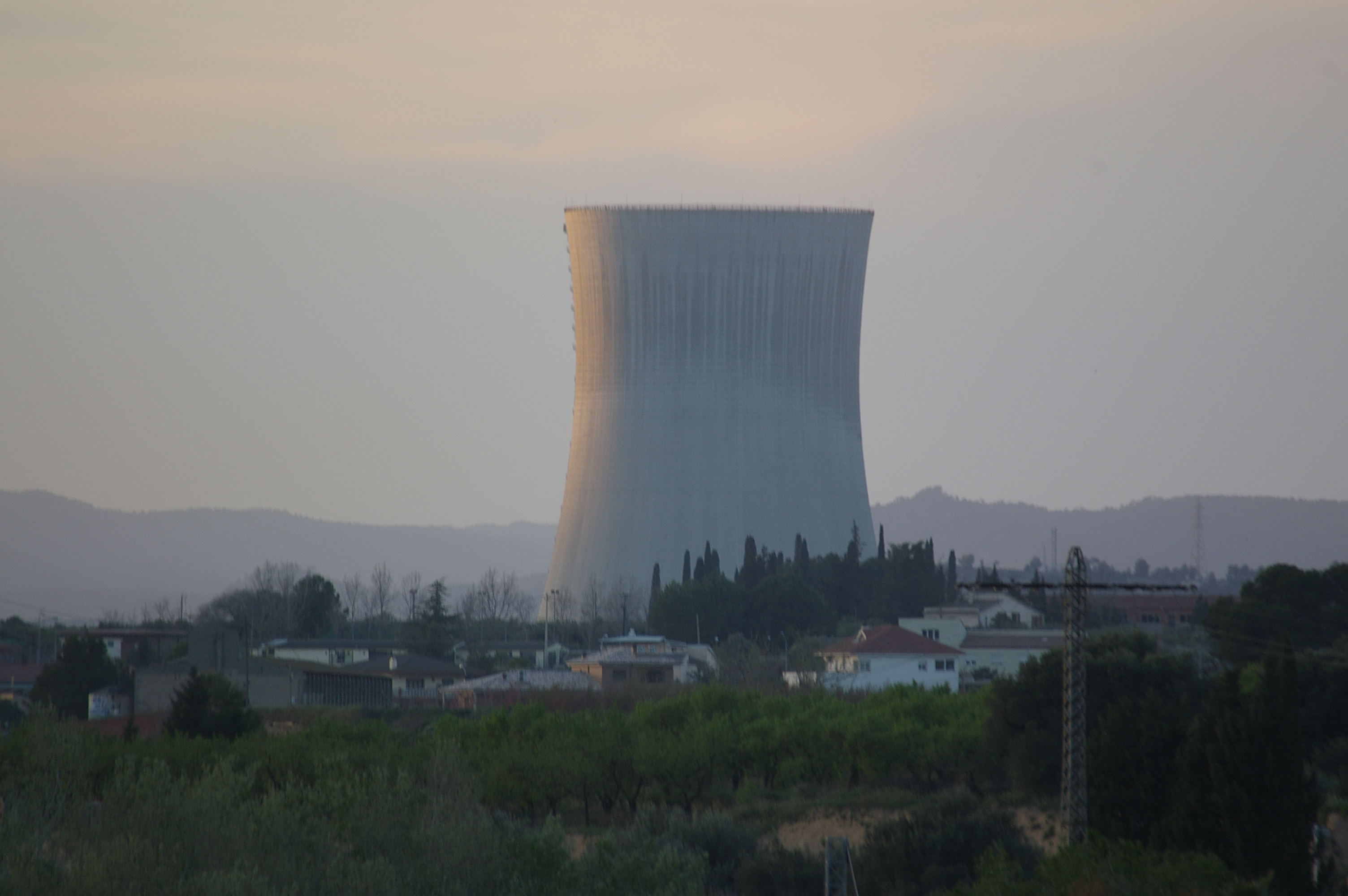
Torre de refrigeració de la central nuclear d'Ascó

Aquestes centrals fan servir els cicles de conversió termodinàmica, així doncs, en comptes de calderes com les de les centrals tèrmiques, s'usa un reactor nuclear. L'energia nuclear es basa en les reaccions nuclears de fissió d'elements pesats com ara l'urani i el plutoni, cosa que genera calor. Les de fusió nuclear es basen en la unió d'elements lleugers com ara l'hidrogen o l'heli per a la producció d'energia.
Prestacions
- Els residus de la fissió nuclear emeten radioactivitat, alguns dels quals tenen una semi-vida molt llarga.
- Certs residus d'algun tipus del centrals nuclears, es poden usar per a la fabricació de bombes atòmiques, l'urani empobrit també s'ha usat en bombes sense reacció nuclear.[4]
- Un accident nuclear greu com ara el de Txernòbil pot causar grans danys a les persones i a l'entorn.

## Centrals d'energia renovable
Les energies renovables corresponen a diverses fonts d'energia que es renoven a escala humana i no geològica.

### Centrals hidroelèctriques

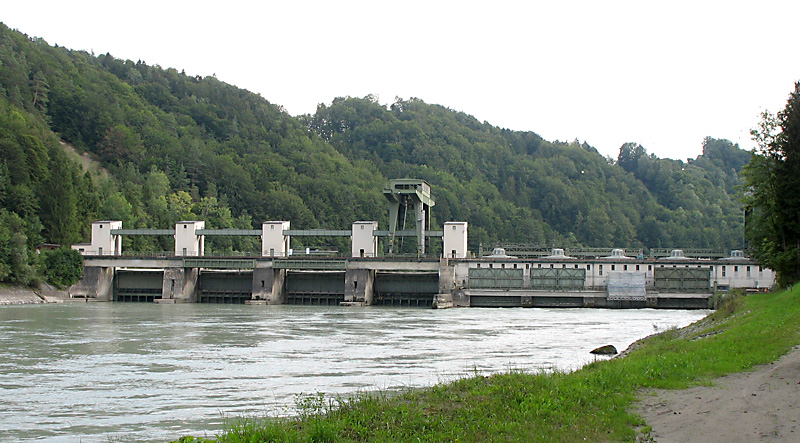
Central hidroelèctrica a Alemanya

L'energia hidràulica és una possible solució a la producció d'energia, ja que és un tipus d'energia renovable.
En un estrenyiment del curs d'un riu, es crea una presa que reté l'aigua. Al peu d'aquesta presa s'hi instal·la una turbina connectada a un alternador. Llavors, es deixa caure aigua provinent de la presa cap al peu d'aquesta. Aquesta, al perdre altura (i per tant, perdre energia potencial per guanyar-ne de cinètica) xoca contra les pales de la turbina, la qual es mou, i es genera l'electricitat.
A la nit, quan el consum d'energia no és tant elevat com de dia, l'energia sobrant produïda en aquest tipus de central també s'usa per a retornar l'aigua de baix de la central a la presa bombant-la, cosa que permet una reutilització d'aquesta aigua per a tornar a produir energia.
Prestacions
- El cost nul que té l'aigua provinent dels rius.
- No produeixen gasos amb efecte d'hivernacle.
- L'impacte visual que produeixen les preses, o l'efecte que puguin tenir en les diverses espècies animals.
- El possible trencament d'una presa, a causa de situacions climatològiques molt adverses.

### Centrals eòliques

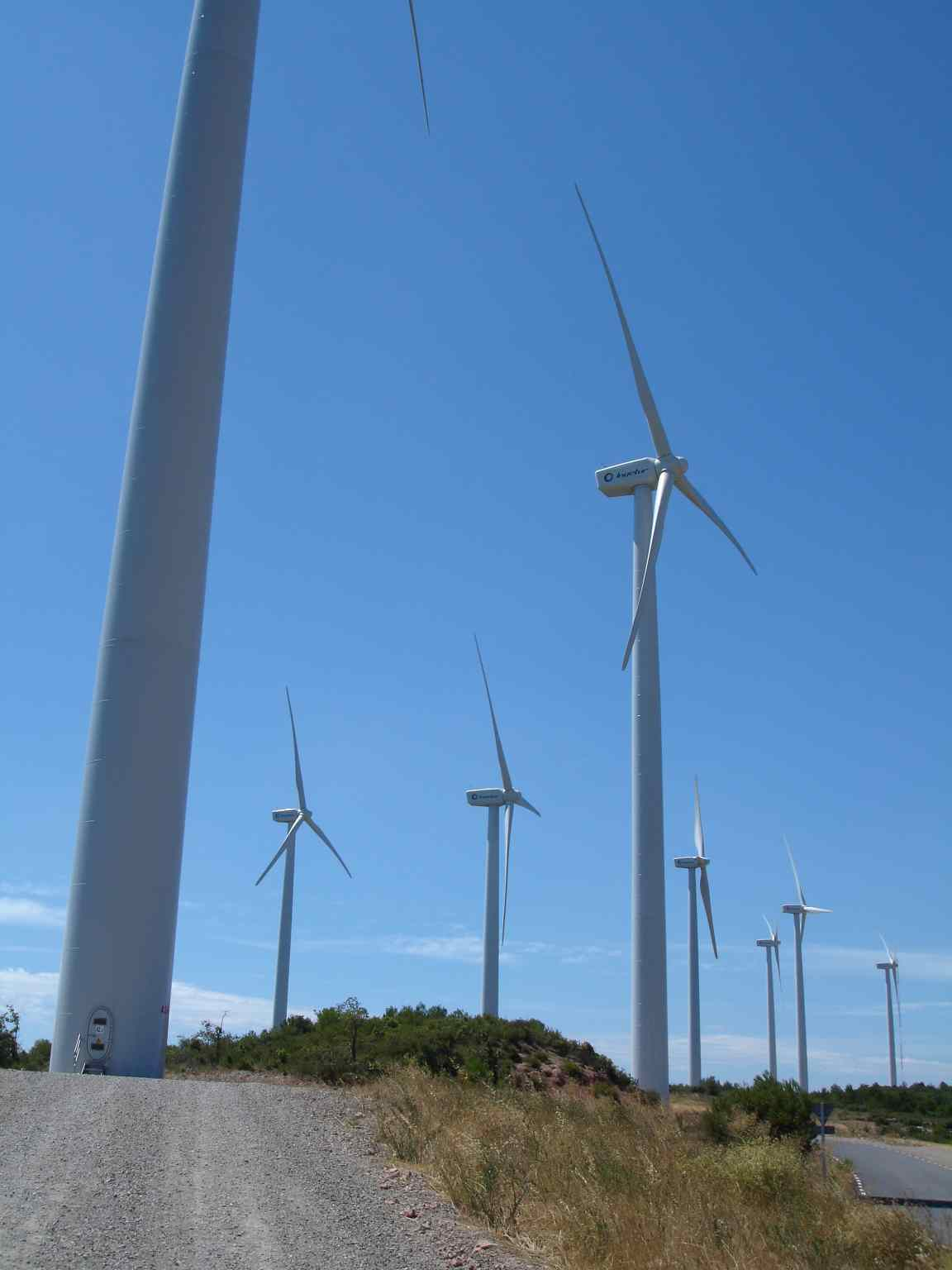
Molins del parc eòlic Serra de Rubió

En una central eòlica, l'energia elèctrica es produeix per la conversió de l'energia mecànica del vent en un generador, format per uns hèlices orientades a on usualment prové el vent i un alternador.
Prestacions
- El cost nul del vent.
- No produeixen gasos amb efecte d'hivernacle.
- L'impacte visual que produeix en es paisatges.
- La dependència del vent, ja que pot ésser que hi hagi grans períodes en què no bufi. Això causa també que aquest tipus de centrals elèctriques s'hagin de situar en determinades zones.
- L'elevat cost de construcció.

### Centrals solars
Es distingeixen les centrals solars en dos grans grups: les fotovoltaiques i les tèrmiques, tot i que les darreres estan poc desenvolupades.

#### Centrals solars fotovoltaiques

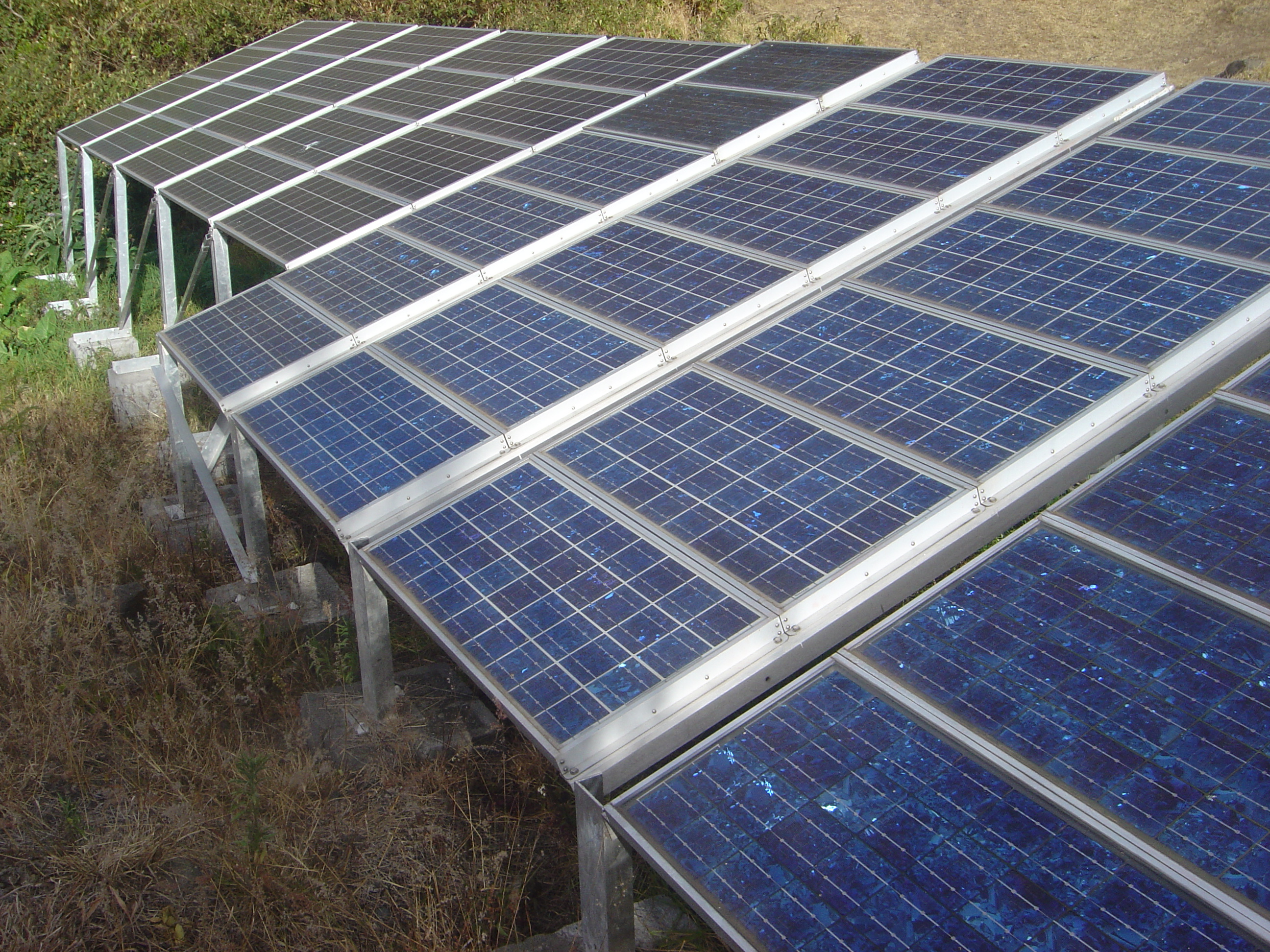
Central solar fotovoltaica

La producció de l'energia solar es basa en l'efecte fotoelèctric, o l'energia solar es transforma en energia elèctrica gràcies a la il·luminació d'unes plaques solars basades en el silici o algun altre material que permet aquest efecte fotoelèctric. Llavors, cada placa solar s'agrupa en panells solars i els panells solars tots junts formen la central solar fotovoltaica.
Aquest sistema, de rendiment pobre, és ben simple. Es va inventar per al manteniment energètic dels satèl·lits militars artificials, però avui en dia el seu major ús la producció d'energia elèctrica d'ús per als ciutadans. A més a més, aquest sistema permet la producció individual d'energia, de manera que una persona pot instal·lar panells solars al terrat d'una casa per a la producció d'energia.
Prestacions
- El cost zero dels rajos solars.
- Durant el seu funcionament no produeix gasos amb efecte d'hivernacle, tanmateix cal valorar la petja de carboni de la fabricació, desmantellament i manteniment de la instal·lació
- L'energia sobrant es pot emmagatzemar en bateries.
- L'ús domèstic, cosa que permet defugir de les companyies de subministrament elèctric.
- L'espai que requereixen en la producció d'energia a gran escala.
- S'han de situar en zones d'insolació prolongada per aprofitar al màxim els rajos solars.
- El cost elevat dels panells solars.
- Impacte visual de les grans extensions de panells solars.

#### Centrals solars tèrmiques

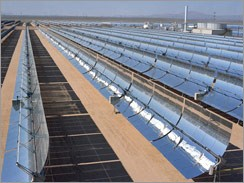
Central solar tèrmica

Una central solar tèrmica capta l'energia tèrmica dels rajos solars gràcies a una miralls còncaus els quals concentren tots els rajos que hi impacten en un sol punt. Llavors, en aquest punt s'hi situa una caldera la qual és escalfada gràcies a aquest rajos solars concentrats, cosa que produeix un vapor que mou una turbina connectada a un alternador. A més a més, els miralls són orientables.
Un altre sistema que s'anomena torre solar utilitza l'energia solar per escalfar l'aire que conté una enorme torre. Aquest aire calent puja, creant un corrent de vent que es pot aprofitar per a generar electricitat en unes turbines situades a la part més alta de la torre.
Prestacions
- El cost nul dels rajos solars.
- Permeten l'emmagatzematge de l'energia sobrant en bateries.
- El cost elevat de les torres solars o dels miralls convexos.
- L'impacte visual de les centrals.
- Que s'hagin de situar en zones específiques per aprofitar al màxim els rajos solars.
- La intermitència de producció entre el dia i la nit, tot i que les més modernes, com "Andasol" a Espanya, permeten guardar el fluid que s'escalfa amb els rajos calent, cosa que permet la producció contuniuada d'energia.[5]

### Centrals mareomotrius, de corrents marins i mareotèrmiques

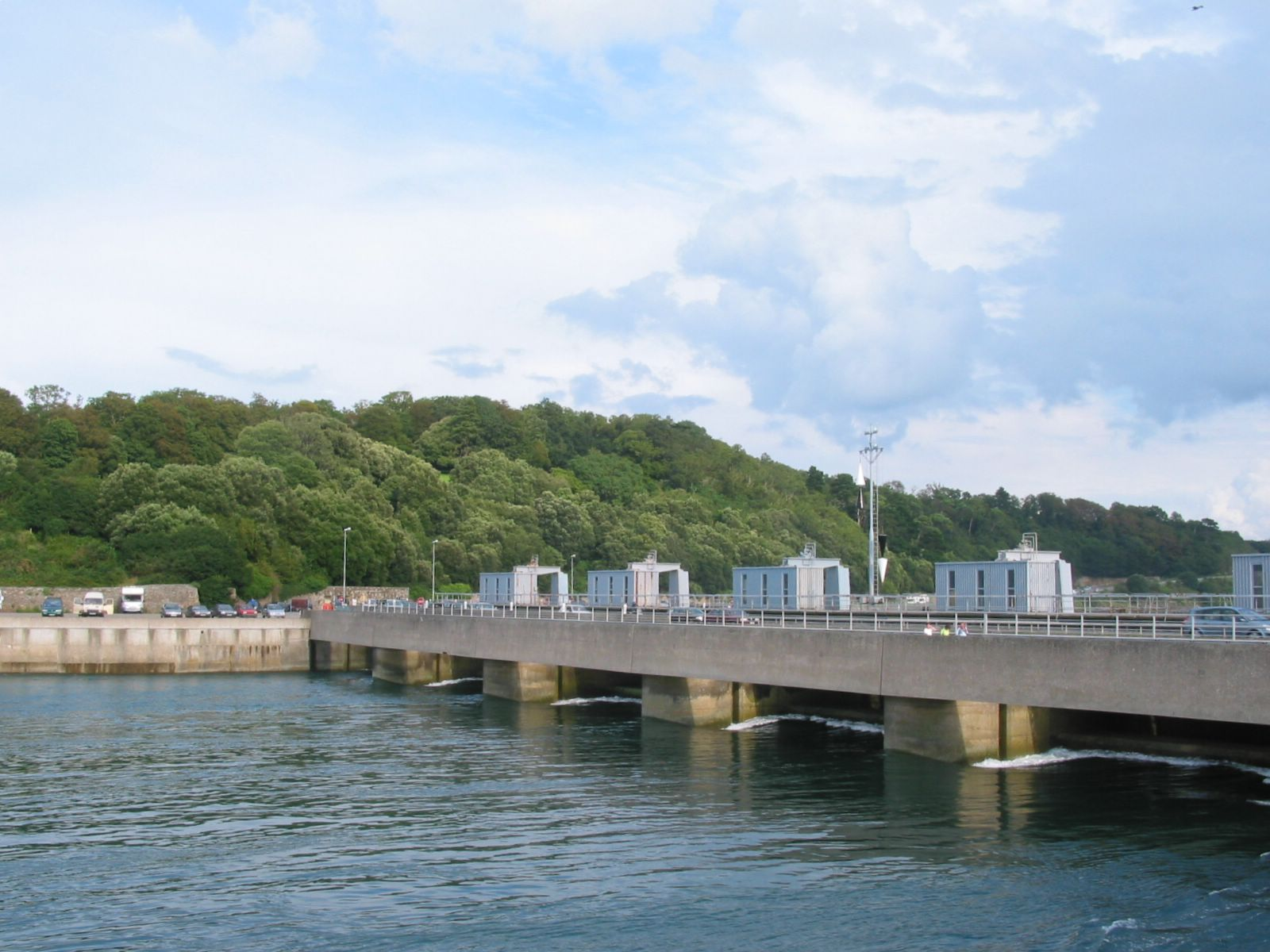
Central maremotriu

Totes aquestes utilitzen l'aigua del mar per a la generació d'energia elèctrica.
Hi ha tres tipus de centrals:
- Central mareomotriu: Utilitzen l'energia potencial de les marees per a generar l'energia elèctrica.
- Central de corrents marins, en què s'usa l'energia cinètica dels corrents del mar o dels oceans.
- Central mareotèrmica, on què s'usen les diferents temperatures de l'aigua.

Prestacions
- La diversificació de modes d'aprofitament d'aquest tipus d'energia renovable.
- El funcionament les 24 hores del dia.
- Els elevats costos de construcció i el seu manteniment.
- No es poden construir en llocs amb poques marees, corrents o profunditats marines perquè no s'aprofitaria tant l'energia del mar.
- El possible ressentiment dels ecosistema marins.

### Centrals geotèrmiques
El planeta Terra està format bàsicament de l'escorça, el mantell i en nucli. El principi de l'energia geotèrmica consisteix a enviar un fluid envall en l'escorça (en una zona geoactiva), perquè al tenir a prop el mantell aquest s'escalfi. Llavors, es transporta aquest fluid calent a la superfície, cosa que permet generar energia elèctrica. A Islàndia, una zona molt geoactiva, l'ús d'aquest tipus d'energia és molt comú.
Prestacions
- Permet funcionar 24 hores al dia.
- La profunditat que requereix enviar el fluid i l'energia invertida en el seu bombament
- Els elevats costos de construcció.[6]
- S'han de situar en zones amb una certa activitat geotèrmica per minimitzar els costos d'enviar la canonada més avall